# Buskpion
Buskpion eller trädpion (Paeonia Suffruticosa-gruppen) är en grupp i familjen pionväxter som innehåller hybrider med komplext ursprung. Dessa är vanligen mer eller mindre fylldblommiga och har till stor del utvecklats i Kina, Japan och Vietnam. Arten är endogen i Kina, där den anses vara landets nationalblomma och den odlas särskilt mycket i Luoyang, Henan-provinsen. Paeonia suffruticosa beskrevs av Henry Charles Andrews, utöver nominatformen finns också underarten P. s. papaveracea.